# 石家庄北站
石家庄北站，位于中华人民共和国河北省石家庄市新华区市庄路，1958年建站，现站房建成于1989年。是石太铁路上的客运站，可办理到达全国各站的旅客及行包业务。截至2022年2月9日，石家庄北站日均办理普速列车64列。2024年10月28日起，石家庄北站开始封站改造，预计工期15个月。改造期间石家庄北站停止办理客运业务。

## 车站改造
由于要将石太客运专线引入石家庄铁路枢纽，石家庄北站于2008年9月15日起停办客运业务并启动扩建工程。石家庄北站改造工程包括：将石家庄北站由2座站台2条正线6条到发线改建为4座站台4条正线7条到发线；现有基本站台改建为1.25m高站台，站台尺寸为400×8.5×1.25m，其它三个中间站台尺寸均为500×11.5×1.25m；现有旅客地道拆除，新建12.0m宽旅客进出站地道1座， 6.0m宽行包地道1座。石家庄北站扩建工程已于2008年12月24日主体竣工，但截至2024年，石家庄北站的两个候车室仍为板房，车站也因此被铁道迷称为“板房北站”。
2024年10月28日，石家庄北站启动封站改造工程。预计工期15个月，改造工程结束后，石家庄北站将拥有南北两个站房以及连接站房与站台的旅客天桥。
正在建设的石家庄地铁5号线预计也将在此设站。

## 旅客列车目的地
| 列车所属路局   | 目的地                                                                         |
| -------------- | ------------------------------------------------------------------------------ |
| 北京局集团     | 北京西、西宁、衡水、潞城、峨眉、天津、西安、阳泉                               |
| 成都局集团     | 北京西、成都西                                                                 |
| 哈尔滨局集团   | 成都西、哈爾濱西、齐齐哈尔、西寧                                               |
| 呼和浩特局集团 | 包头、北京西、呼和浩特、上海                                                   |
| 兰州局集团     | 北京西、杭州、兰州、崑山、银川                                                 |
| 青藏集团       | 北京西、拉薩                                                                   |
| 上海局集团     | 太原、温州                                                                     |
| 沈阳局集团     | 吉林、西安、沈阳北、太原、大連                                                 |
| 太原局集团     | 北京豐臺、大同、广州、韩城、杭州、临汾、海門、秦皇岛、青岛北、上海、太原、烟台 |
| 乌鲁木齐局集团 | 北京西、济南、乌鲁木齐                                                         |
| 西安局集团     | 北京西、西安                                                                   |

## 公交路线

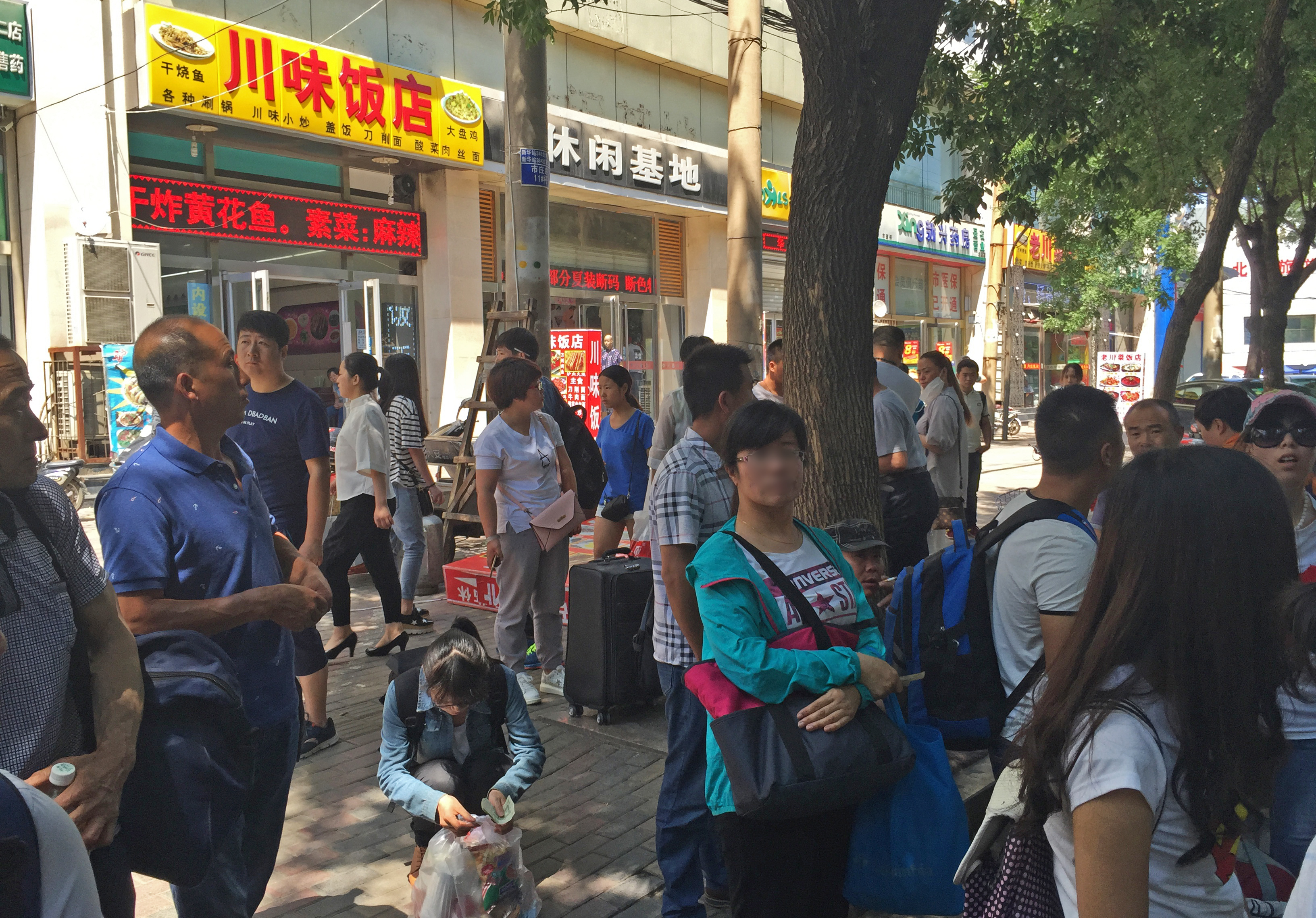
石家庄北站东南侧的公交站，以20路的乘客居多

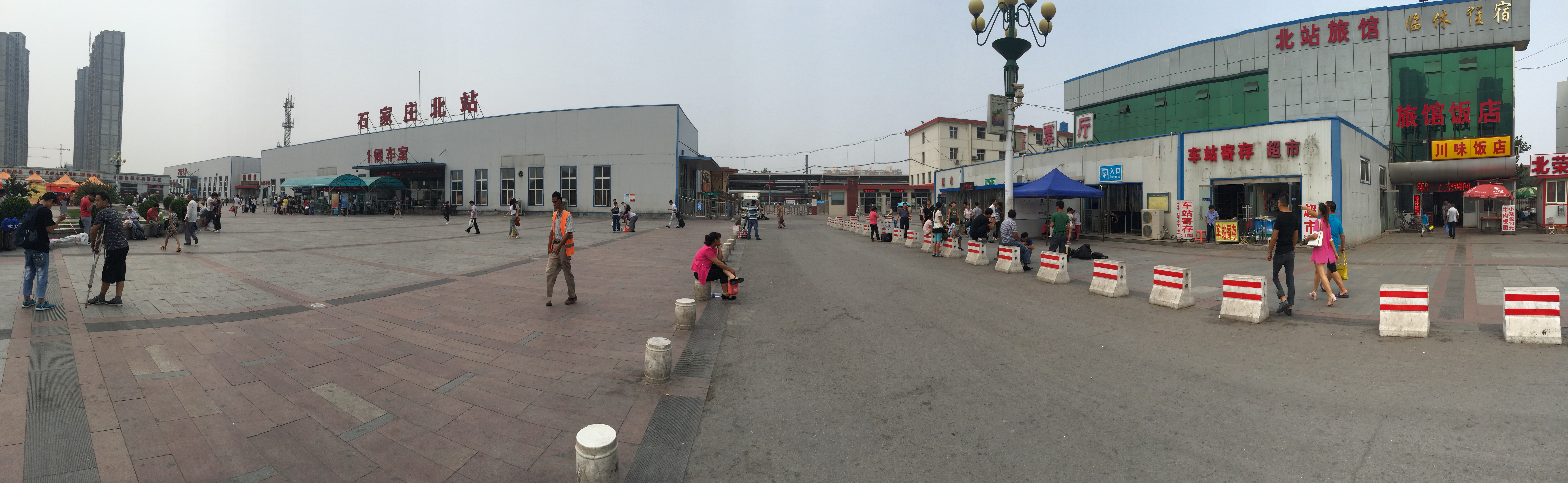
石家庄北站候车室以及售票室外观全景

更新自2022年2月9日
5路      谈固——北站
20路     火车站（西广场）——北站
38路     西王——北站——河北政务中心
40路     小安舍——北站——纪念碑
68路     赵佗公园——北站——博物院
75路     南焦客运站——北站
78路     南二环石铜路口——北站
88路     石家庄东站——北站
164路    中博电车厂——北站
301路    幼师学校——北站